# Міжнародний рік лісів
Міжнародний рік лісів — проголошений на 2011 рік резолюцією Генеральної Асамблеї ООН на вісімдесят третьму пленарному засіданні 20 грудня 2006 року з метою просування сталого управління і збереження лісових ресурсів. Генеральна Асамблея ООН закликала уряди, систему ООН, відповідні неурядові організації, приватний сектор та інші суб'єкти докладати всі зусилля для підвищення поінформованості громадськості та розвивати програми з раціонального використання, збереження та сталого розвитку лісів. Офіційно Генеральна асамблея ООН проголосила «Міжнародний рік лісів» 31 грудня 2010 року. фіційне відкриття Міжнародного року лісів відбулося в рамках дев'ятої сесії Форуму ООН з лісів під час проведення сегменту високого рівня (2-3 лютого 2011 р.)

## Святкування
Кампанія «Святкуймо ліси. Святкуймо життя.» є офіційним святкуванням у США. Координована Національною асоціацією лісників штатів у партнерстві з Службою лісу США, американське святкування має на меті підвищити обізнаність та розуміння цінності американських лісів і продемонструвати зв'язок між здоровими лісами, людьми, екосистемами та економікою. Мета полягає в тому, щоб надати всім зацікавленим сторонам у лісовому господарстві ідеї та ресурси для участі у святкуванні протягом року.
9 лютого 2011 року заступник Генерального директора Продовольчої та сільськогосподарської організації ООН Енн Тутвайлер та помічник Генерального директора Департаменту лісового господарства Едуардо Рохас-Бріалес представили видання 2011 року флагманської публікації ФАО «Стан лісів світу» (SOFO). У доповіді «Стан лісів світу» висвітлюється глобальний стан лісів, останні основні політичні та інституційні зміни, а також ключові питання, що стосуються лісового сектору.
9 березня 2011 року міністр лісового господарства Нової Зеландії Девід Картер відкрив Міжнародний рік лісів у будівлі парламенту у Веллінгтоні, Нова Зеландія, заявивши: «Вони [ліси] є невід'ємною частиною нашої економіки, що базується на природних ресурсах, вони надають ряд екологічних переваг і мають культурне значення».
5 травня 2011 року в Румунській академії відбулися національні дебати на тему «2011 рік — Міжнародний рік лісів».
15 липня 2011 року, на честь Міжнародного року лісів, Відділ земель і лісів Департаменту охорони навколишнього середовища штату Нью-Йорк (DEC) розпочав фотоконкурс «Святкування лісів Нью-Йорка». Цей конкурс є спробою підвищити обізнаність про всі типи лісів, міських і сільських, великих і малих, державних і приватних, по всьому штату, та їхню цінність для суспільства.